# ロッテハイマート
ロッテ ハイマート（Lotte Hi-mart、朝鮮語: 롯데하이마트）は、大韓民国最大の家電量販チェーンの会社である。本社はソウル特別市江南区にあり、1987年に設立された。1989年ハイマート1号龍山店開店。2017年現在は、全国に約430以上の直営店を運営しており、従業員の数が約3,900人にのぼる。

## 主な販売ブランド
- LG電子
- サムスン電子
- 東部大宇電子
- ハイアール
- クク電子
- SKマジック
- ハーツ
- リンナイコリア
- ティファール
- フィリップス
- ヒューロム
- リホムチェンジ
- デユウィンニャ
- エレクトロラックス
- ソニー